# 弗拉迪欽漢

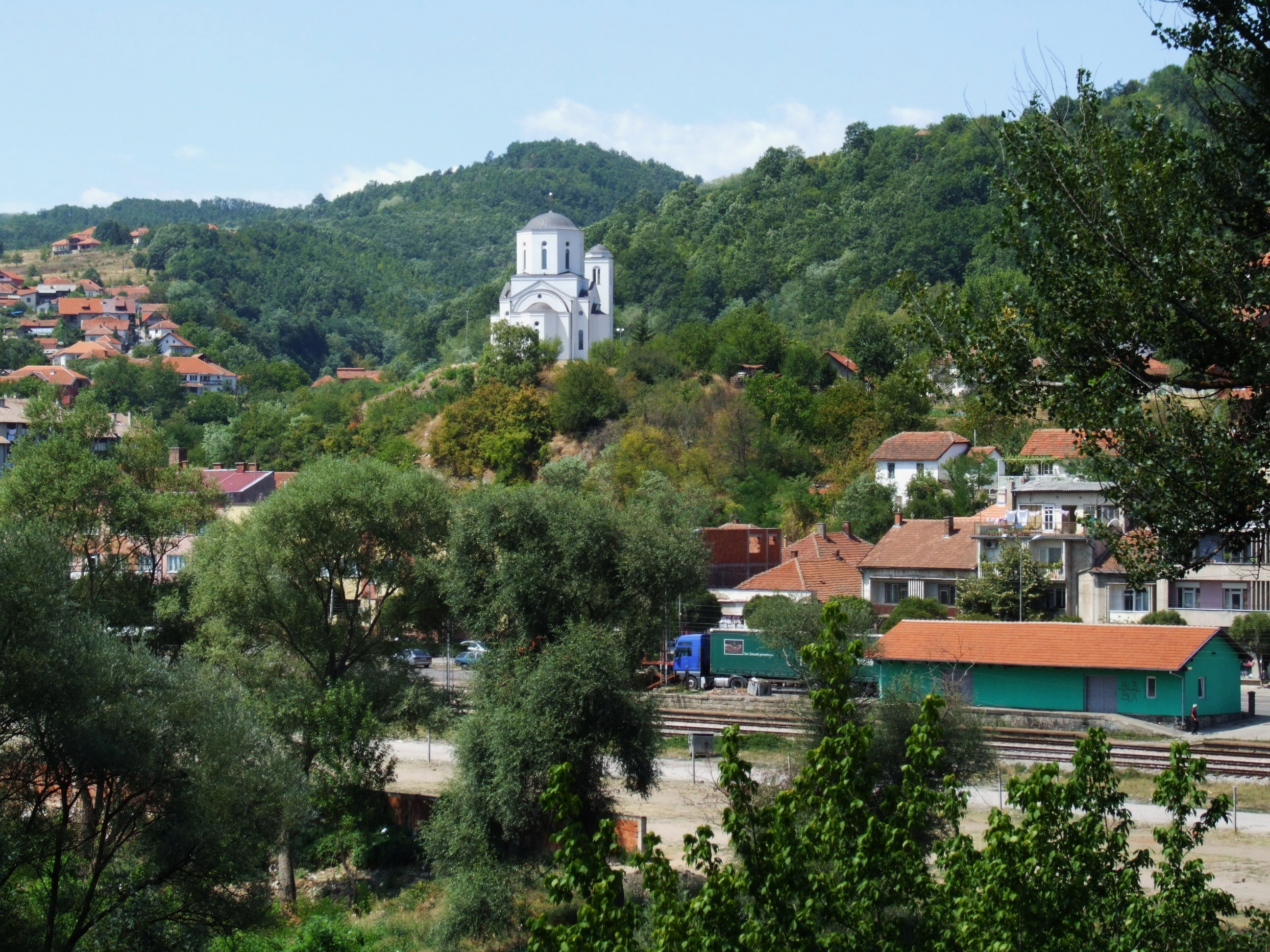

弗拉迪欽漢（塞尔维亚语：／, 發音：[ʋlǎdit͡ʃiŋ xâːn]）是塞爾維亞的城鎮，由普奇尼亞州負責管轄，位於該國東南部，距離首都貝爾格萊德333公里，面積366平方公里，海拔高度386米，2011年人口8,053。